# 직결 운행
직결 운행(直結 運行)은 철도 교통에서 다른 철도 회사나 동일한 철도 회사의 다른 노선에 걸쳐, 동일한 열차가 운행하는 것을 말한다. 직결 운전(直結運轉), 직통 운전(直通運轉), 직통운행(直通運行) 등으로도 부른다. '직통 운전'(일본어: 直通運転)이라는 용어는 일본에서 통상적으로 사용되는 용어이다. 직통 운전은 대한민국에서도 사용되기는 하지만, 대한민국의 경우 급행 운전과 동의어로 쓰는 일이 있기 때문에 이 글에서는 '직결 운행'으로 통일한다.

## 개요
직결 운행에는 두 노선간 양방향 직결 운행을 하는 상호 직결 운행(相互-)과 한쪽으로만 하는 편방향 직결 운행(片方向-)이 있다.
이용객의 입장에서는 접속역에서 갈아타지 않고 승차역으로부터 목적역까지 왕래할 수 있는 이점이 있다. 그러나 열차의 운행 계통이 복잡하게 되기 쉽기 때문에 이용객에게 잘 알려지지 않거나, 운전 시각표가 지켜지지 않았을 때의 영향이 광범위하게 파급된다는 단점도 있다.
다른 철도 회사 간의 직결 운행의 경우, 각 회사 소유의 차량을 해당 회사 승무원이 운전하는 경우도 있으나, 상대 회사에 차량을 빌려주는 형식을 갖추는 경우도 있다. 이때 각 회사의 노선 내에서는 해당 회사의 승무원이 열차를 운전하기도 한다.
직통 노선 연장을 위해서는, 시설·운전 업무나 여객 안내·영업 면에서 다음과 같은 준비가 되어 있어야 한다.
- 선로의 접속. (즉 철도선로 접속)
- 접속역의 정비.
- 차량의 정비·개조 내지 신조(新造).
- 열차 안내 시스템 등의 정비.
- 승무원 및 운전기사 대상 운전지령 훈련.
- 직결 운전 시각표의 작성.
- 경우에 따라서는 차랑 기지의 개수(改修)·신설·확장.
- 분실 습득물의 취급.
- 전기 방식이 다른 경우에는 가선 전압(架線                   電壓)의 변경이나 차량의 복전압 대응화. (대한민국에서는 구간별로 전기를 다르게 해놓고(크게 직류 1500V↔교류 25000-50000V 60HZ) 교직전력사구간을 설치해놓은 다음, 차량의 복전압 대응시스템 운영을 통하여, 이러한 이종전압구간을 운행하는 경우가 가장 많다. 자세한 내용은 "절연구간" 데이터 참고)
- 신호보안시스템이 다른 경우에는 차량의 두가지 이상 신호보안시스템 대응화. (대한민국에서는 수도권 전철 4호선과 수인·분당선이 이에 해당하는데, 수도권 전철 4호선은 당고개에서 금정까지는 ATC(자동열차 제어장치)를 사용하고 금정에서 신호보안시스템을 변경하여 금정에서 나머지 오이도까지는 ATS(자동열차 정지장치)를 사용하고, 수인·분당선은 인천(지하)역을 출발점으로 하여, 오이도, 안산, 고색까지는 ATS를 사용하고, 고색에서 죽전, 수서, 왕십리까지는 ATC를 사용한다. 자세한 내용은 ATC 문서와 ATS 문서, 수도권 전철 4호선 문서와 수인·분당선 문서를 참고하기 바란다.)
- 요금 책정 방식의 정비. 대한민국의 수도권 전철에서는 수도권 통합요금제를 사용하므로 직결 운행에 대한 별도의 요금 조정이 필요 없다. 하지만 일본은 운영 회사에 따라 별도의 요금을 지불한다.[4]

## 직결 운행의 사례

### 대한민국

#### 다른 운영 주체

##### 서울교통공사↔한국철도공사
- ● 수도권 전철 1호선: 경원선 ~ 서울 지하철 1호선 ~ 경부선 ~ 경인선 / 병점기지선 / 장항선
  - 서울교통공사 소속 전동차는 인천역 - 양주역 구간과 서동탄역 - 광운대역 구간에서만 운행된다.
- ● 수도권 전철 3호선: 서울 지하철 3호선 ~ 일산선[5]

##### 한국철도공사↔서울교통공사↔남양주도시공사
- ● 수도권 전철 4호선: 수인선[6] ~ 안산선 ~ 과천선 ~ 서울 지하철 4호선 ~ 진접선
  - 한국철도공사 소속 전동차는 오이도역 - 불암산역 구간에서만 운행된다.

##### 한국철도공사↔서해철도
- ● 수도권 전철 서해선: 경의선[7] ~ 서해선(대곡~소사) ~ 서해선(소사~원시)

##### 서울교통공사↔인천교통공사
- ● 서울 지하철 7호선(장암역~온수역) ~ ● 서울 지하철 7호선(온수역~석남역)[8]
  - 다른 운영 주체끼리 직결 운행을 하는 대한민국의 다른 철도 노선들과는 달리 온수역에서 승무원을 교대한다.

##### 서울교통공사↔구리도시공사↔남양주도시공사
- ● 수도권 전철 8호선: 서울 지하철 8호선 ~ 별내선

##### 서울시메트로9호선↔서울교통공사
- ● 서울 지하철 9호선(김포공항역~신논현역) ~ ● 서울 지하철 9호선(신논현역~중앙보훈병원역)

##### 경기철도주식회사↔신분당선주식회사↔새서울철도
- ● 신분당선(광교역~정자역) ~ ● 신분당선(정자역~강남역) ~ ● 신분당선(강남역~신사역)

##### 에스알↔한국철도공사
- SRT: 수서평택고속선 ~ 경부고속선( ~ 호남고속선)

#### 동일한 운영 주체
한국철도공사
- KTX
  - (경의선 ~ )경부고속철도 ~ 호남선
  - 경부고속철도 ~ 경전선
  - 경부고속철도 ~ 호남선 ~ 전라선
- ITX-새마을 또는 무궁화호, KTX-이음 일부 열차
  - 경부선 ~ 호남선
  - 경부선 ~ 동해남부선
  - 중앙선 ~ 동해남부선 외 다수
- KTX-이음
  - 동해선 ~ 부전-마산 복선전철(2025년 상반기 개통 예정)
  - 대곡-소사선 ~ 서해선 (2024년 하반기 개통 예정)
- ITX-청춘
  - 경원선 ~ 중앙선 ~ 경춘선
- ● 수도권 전철 경의·중앙선: 경의선 ~ 용산선 ~ 경원선 ~ 중앙선
- ● 수도권 전철 수인·분당선: 수인선 ~ 안산선[9] ~ 분당선
- ● 수도권 전철 경춘선: 망우선/중앙선 ~ 경춘선

서울교통공사
- ● 수도권 전철 5호선: 서울 지하철 5호선 ~ 하남선 또는 ~ 마천지선

### 일본
일본에서 직결 운행의 예는 쉽게 찾아볼 수 있으며, 이례적인 사례와 유형 또한 다양하다. 일본의 직결 운행 중 이례적인 사례가 일본 고속철도 신칸센 상호 직결 운행인데, 도카이도 신칸센이 도쿄역을 출발하여, 산요 신칸센 종점인 하카타역까지 1975년 3월에 전구간 직결 운행을 개시하였고, 2011년 3월에 개통된 큐슈 신칸센이 가고시마 중앙역을 출발하여, 산요 신칸센 기점인 하카타역과 접속하면서 서로 직결 운행하는 것이 대표적인 선례이다. 전철 또한 상호 직결 운행을 많이 하는데, 예를 들어 도쿄 메트로와 타 운영 회사, 도에이 지하철과 타 운영 회사, 후쿠오카 시 지하철 공항선과 큐슈여객철도(이하 JR 큐슈) 지쿠히 선 등 두 양사간의 상호 직결 운행을 적으면 아래와 같다.

#### 동일한 운영 주체

##### JR 계열사

###### 동일본여객철도(이하 JR동일본) ↔도카이여객철도(이하 JR도카이) ↔서일본여객철도(이하 JR서일본)
- 도카이도 본선

###### 도카이여객철도(이하 JR도카이) ↔서일본여객철도(이하 JR서일본)
- 도카이도 신칸센 ~ 산요 신칸센
  - 도카이여객철도(이하 JR도카이) 및 서일본여객철도(이하 JR서일본) 소속의 신칸센 N700계 전동차 및 신칸센 N700S계 전동차(16량 편성)는 도쿄역 - 나고야역 - 신오사카역 - 오카야마역 - 하카타역 구간에서만 운행된다(도쿄발 하카타행 노조미호 기준).

###### 큐슈여객철도(이하 JR큐슈) ↔서일본여객철도(이하 JR서일본)
- 가고시마 본선 ~ 산요 본선
- 큐슈 신칸센 ~ 산요 신칸센
  - 서일본여객철도(이하 JR서일본) 및 큐슈여객철도(이하 JR큐슈) 소속의 신칸센 N700계 전동차(8량 편성)는 신오사카역 - 오카야마역 - 히로시마역 - 하카타역 - 구마모토역 - 가고시마 중앙역 구간에서만 운행된다(신오사카발 가고시마추오행 사쿠라/미즈호호 기준).

###### 동일본여객철도(이하 JR동일본) ↔홋카이도여객철도(이하 JR홋카이도)
- 도호쿠 신칸센 ~ 홋카이도 신칸센

###### 동일본여객철도(이하 JR동일본) ↔서일본여객철도(이하 JR서일본)
- 도호쿠 신칸센 ~ 호쿠리쿠 신칸센

##### 도쿄 메트로
- 도쿄 메트로 마루노우치선 : 도쿄 지하철 마루노우치 선 ~ 호난초 지선

#### 다른 운영 주체

##### 도쿄 메트로
- 도쿄 메트로 히비야선 : 도쿄 지하철 히비야 선 ~ 도부 철도 이세사키 선 ~ 도부 철도 닛코 선
- 도쿄 메트로 도자이선 : 주오 본선 ~ 도쿄 지하철 도자이 선 ~ 도요 고속 철도 도요 고속선 / 소부 본선
  - 도요 고속 철도 전동차는 가쓰타다이역 ~ 니시후나바시역 ~ 나카노역 구간에서만 운행된다.
  - 동일본 여객철도 전동차는 도요 고속 철도 도요 고속선으로 운행하지 않는다.
  - 도쿄 메트로 전동차는 평일 아침, 저녁에만 소부 본선으로 운행한다.
- 도쿄 메트로 난보쿠선 : 사이타마 고속 철도선 ~ 도쿄 지하철 난보쿠 선 ~ 도쿄 급행 전철 메구로 선
- 도쿄 메트로 유라쿠초선 : 도쿄 지하철 유라쿠초 선 ~ 도조 본선 / 세이부 철도 유라쿠초 선 ~ 세이부 철도 이케부쿠로 선
- 도쿄 메트로 지요다선 : 오다큐 전철 오다와라 선 ~ 도쿄 지하철 지요다 선 ~ 아야세 지선/ 조반선
- 도쿄 메트로 한조몬선 : 도쿄 급행 전철 덴엔토시 선 ~ 도쿄 지하철 한조몬 선 ~ 도부 철도 이세사키 선 ~ 도부 철도 닛코 선
  - 히비야 선과 한조몬 선은 모두 이세사키 선에 직결 운행을 하고 있으나, 히비야 선 열차는 이세사키 선에서는 완행으로만, 한조몬 선 열차는 이세사키 선에서는 급행으로만 별개로 운행한다.
- 도쿄 메트로 후쿠토신선 : 요코하마 고속 철도 미나토미라이21 선 ~ 도쿄 급행 전철 도요코 선 ~ 도쿄 지하철 후쿠토신 선 ~ 도조 본선 / 세이부 철도 유라쿠초 선 ~ 세이부 철도 이케부쿠로 선

##### 도에이 지하철
- 도에이 지하철 아사쿠사선 : 게이힌 급행 전철 공항선 / 게이힌 급행 전철 즈시 선 / 게이힌 급행 전철 구리하마 선 ~ 게이힌 급행 전철 본선 ~ 도에이 지하철 아사쿠사 선 ~ 게이세이 전철 오시아게 선 ~ 게이세이 전철 본선 ~ 호쿠소 철도 호쿠소 선 / 게이세이 전철 나리타 공항선
- 도에이 지하철 미타선 : 도에이 지하철 미타 선 ~ 도쿄 급행 전철 메구로 선
- 도에이 지하철 신주쿠선 : 도에이 지하철 신주쿠 선 ~ 게이오 신선 ~ 게이오 본선 ~ 게이오 전철 다카오 선 / 게이오 전철 사가미하라 선

##### 후쿠오카시 교통국↔큐슈여객철도(이하 JR큐슈)
- 후쿠오카시 지하철 공항선 ~ 지쿠히 선

### 국제 열차
영국, 프랑스, 벨기에를 잇는 유로스타 같은 국경을 넘어 운행하는 국제 열차도 직결 운행의 대표적 선례로 볼 수 있다.

## 사진

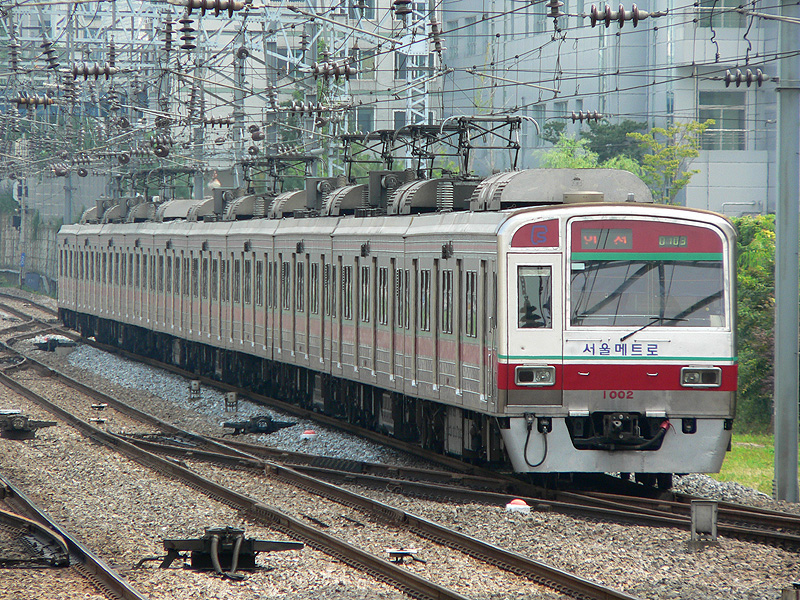
경인선을 다니는 서울교통공사 1000호대 VVVF 전동차
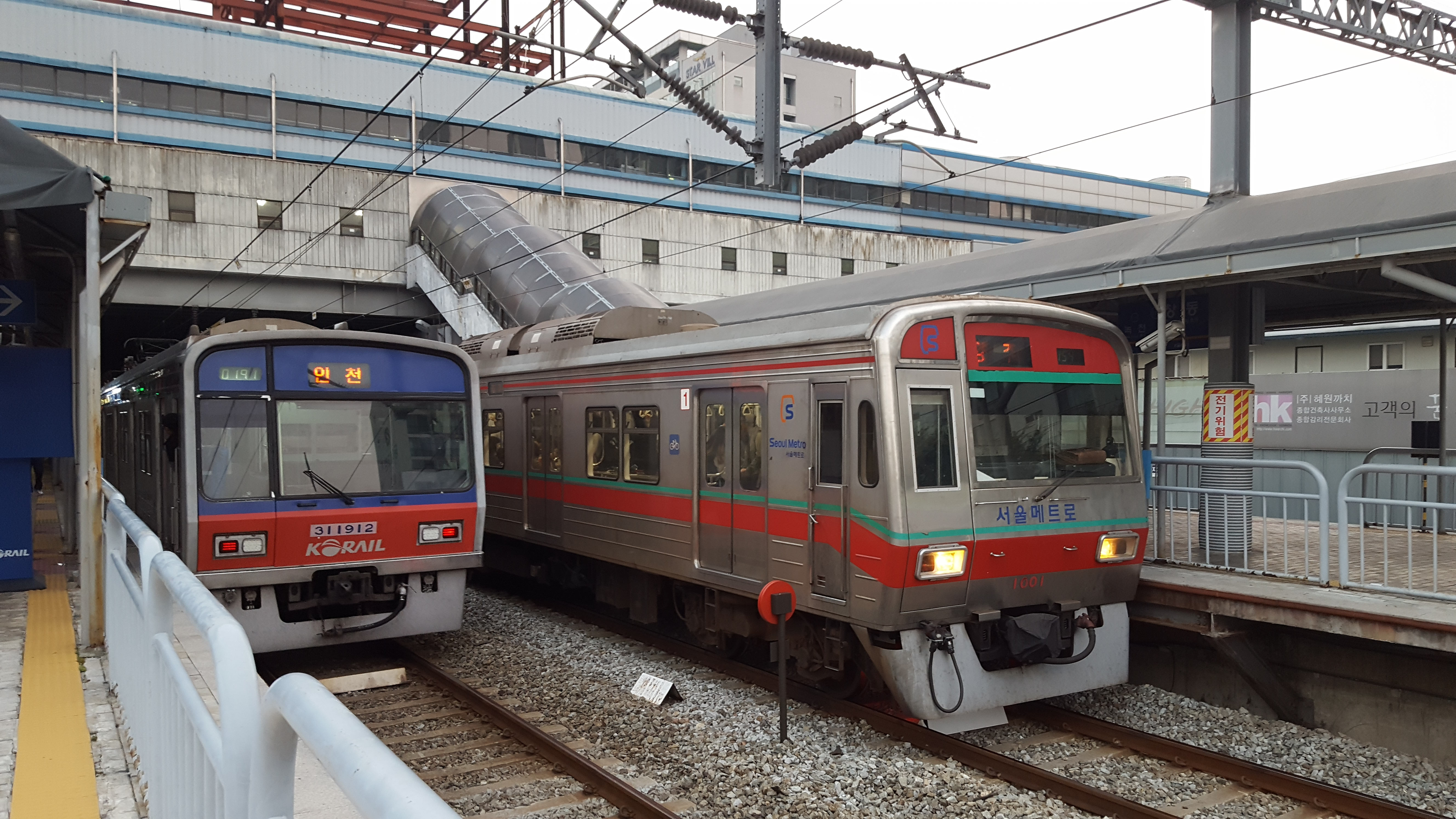
경원선에서 같이 다니는 서울교통공사 1000호대 VVVF 전동차와 한국철도공사 311000호대 전동차
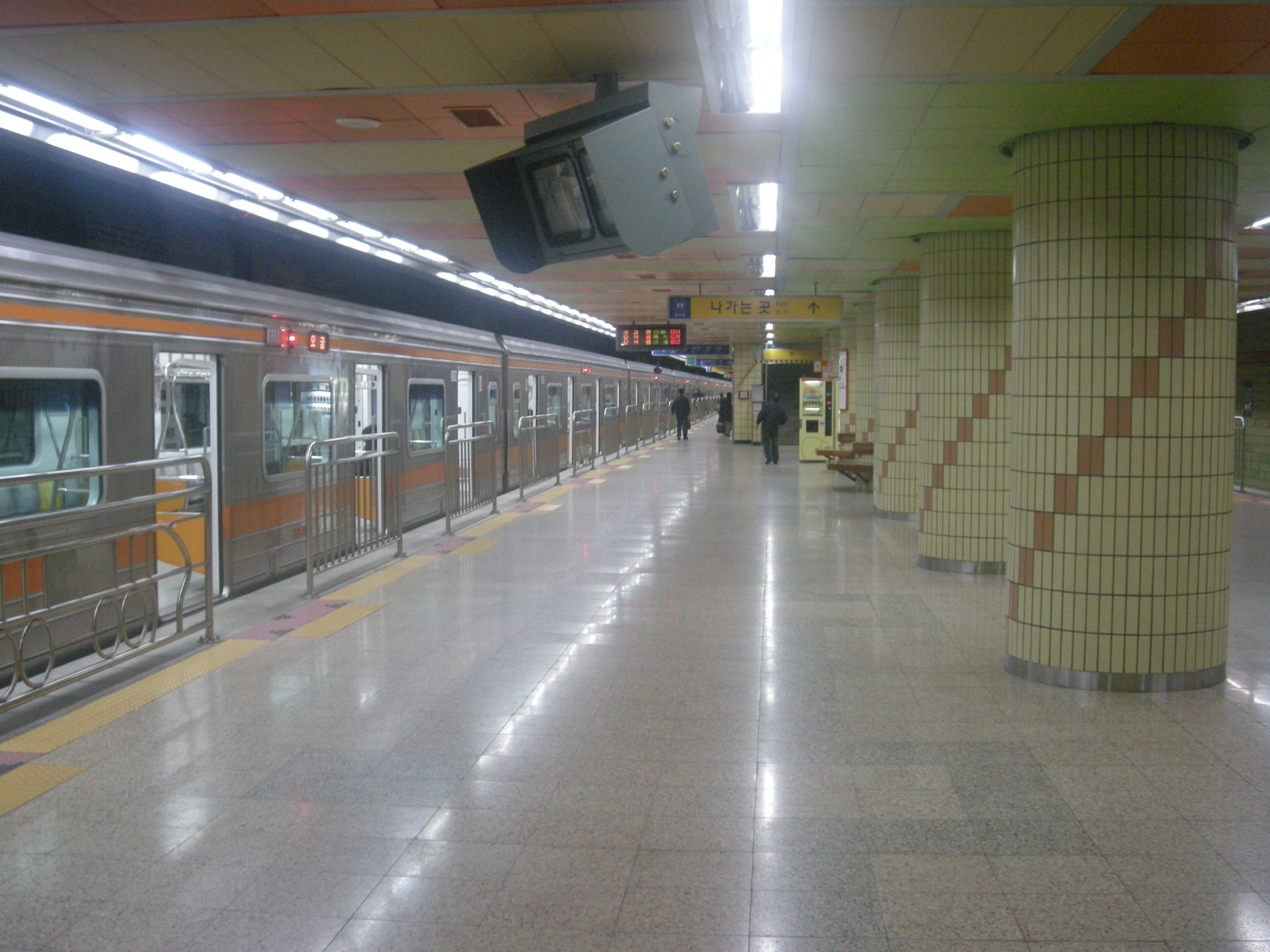
일산선을 다니는 서울교통공사 3000호대 VVVF 전동차
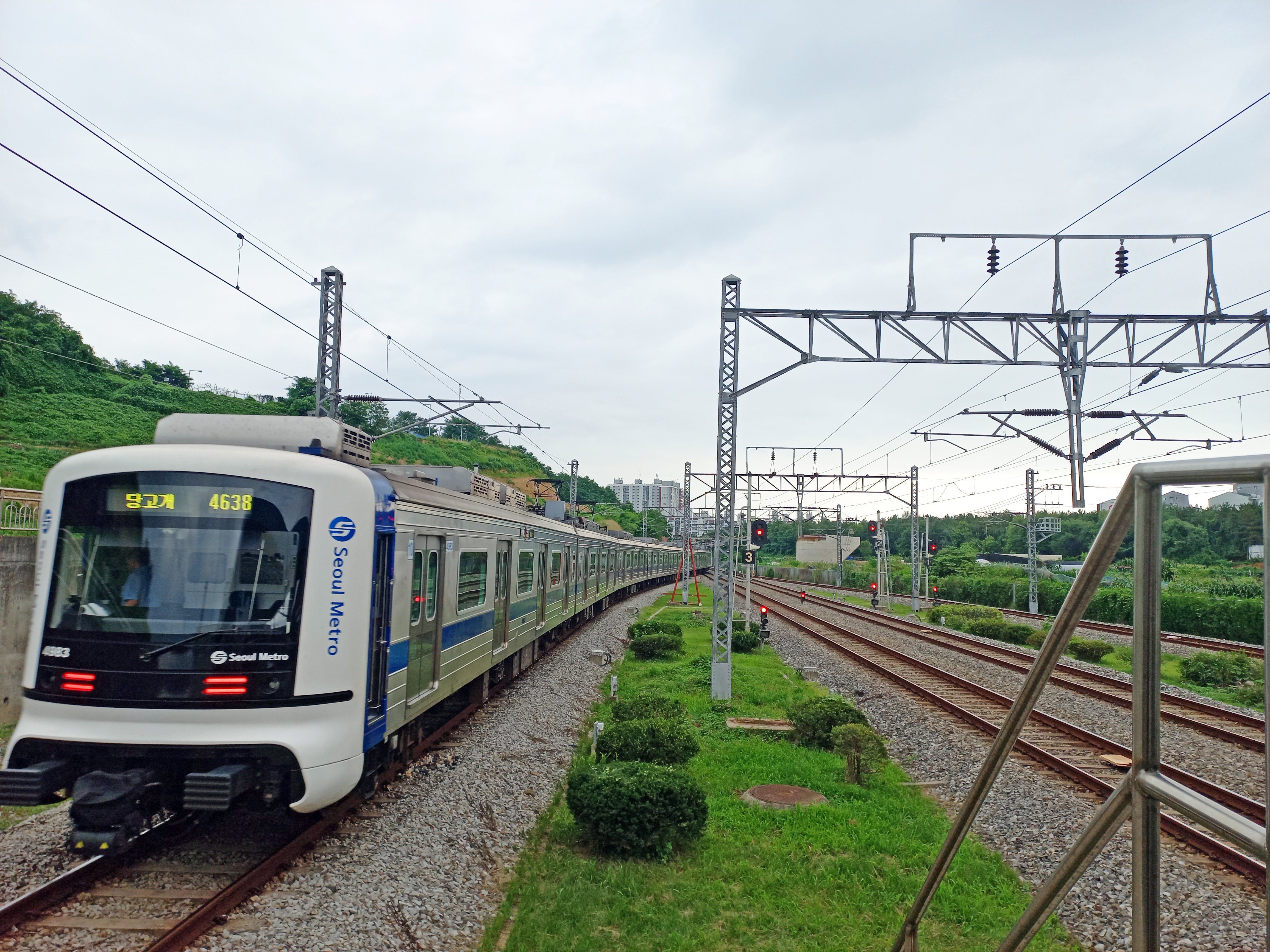
안산선을 다니는 서울교통공사 4000호대 VVVF 전동차
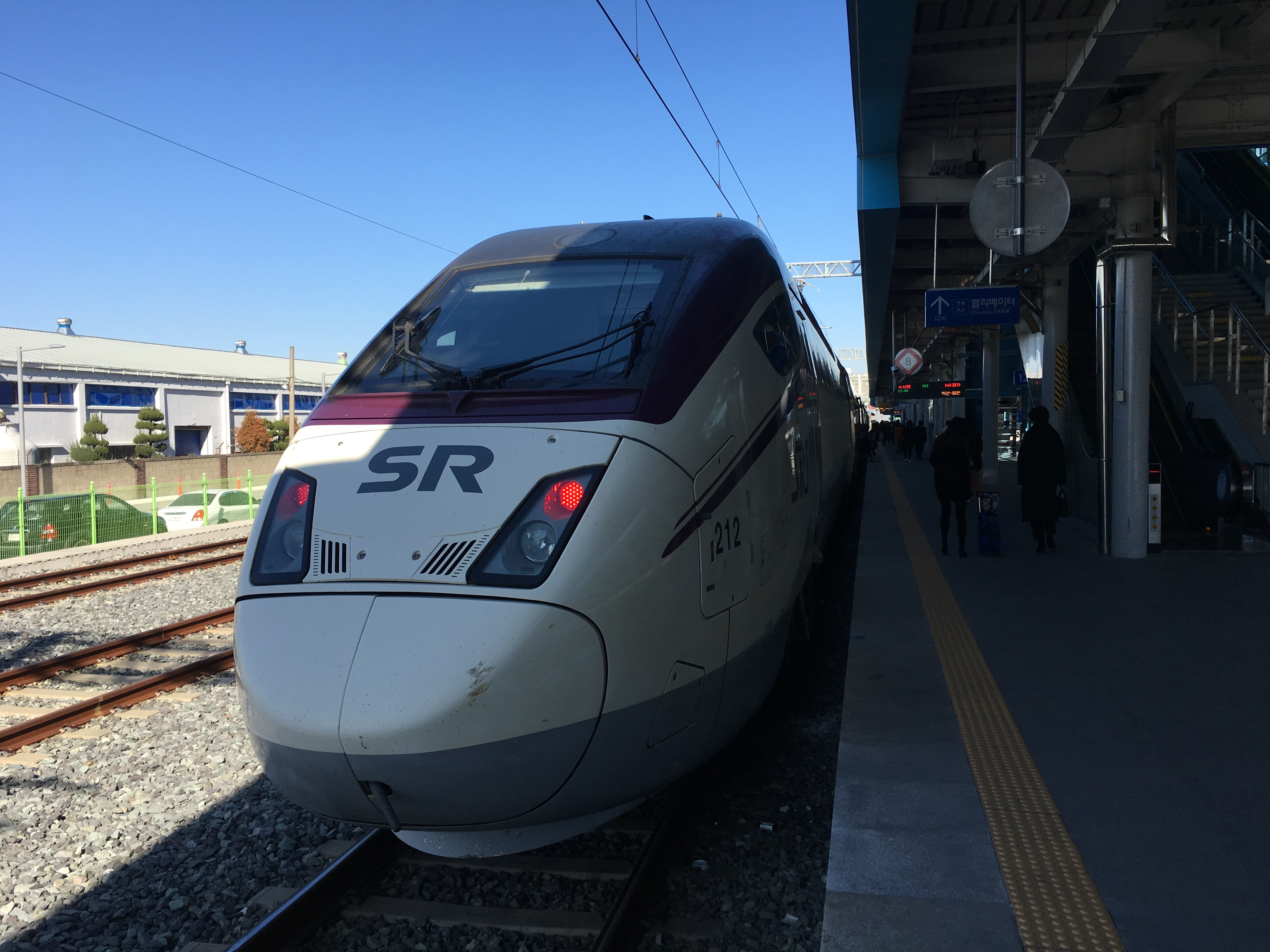
호남고속선에 직결 운행하는 수서고속철도 SRT 120000호대 전동차
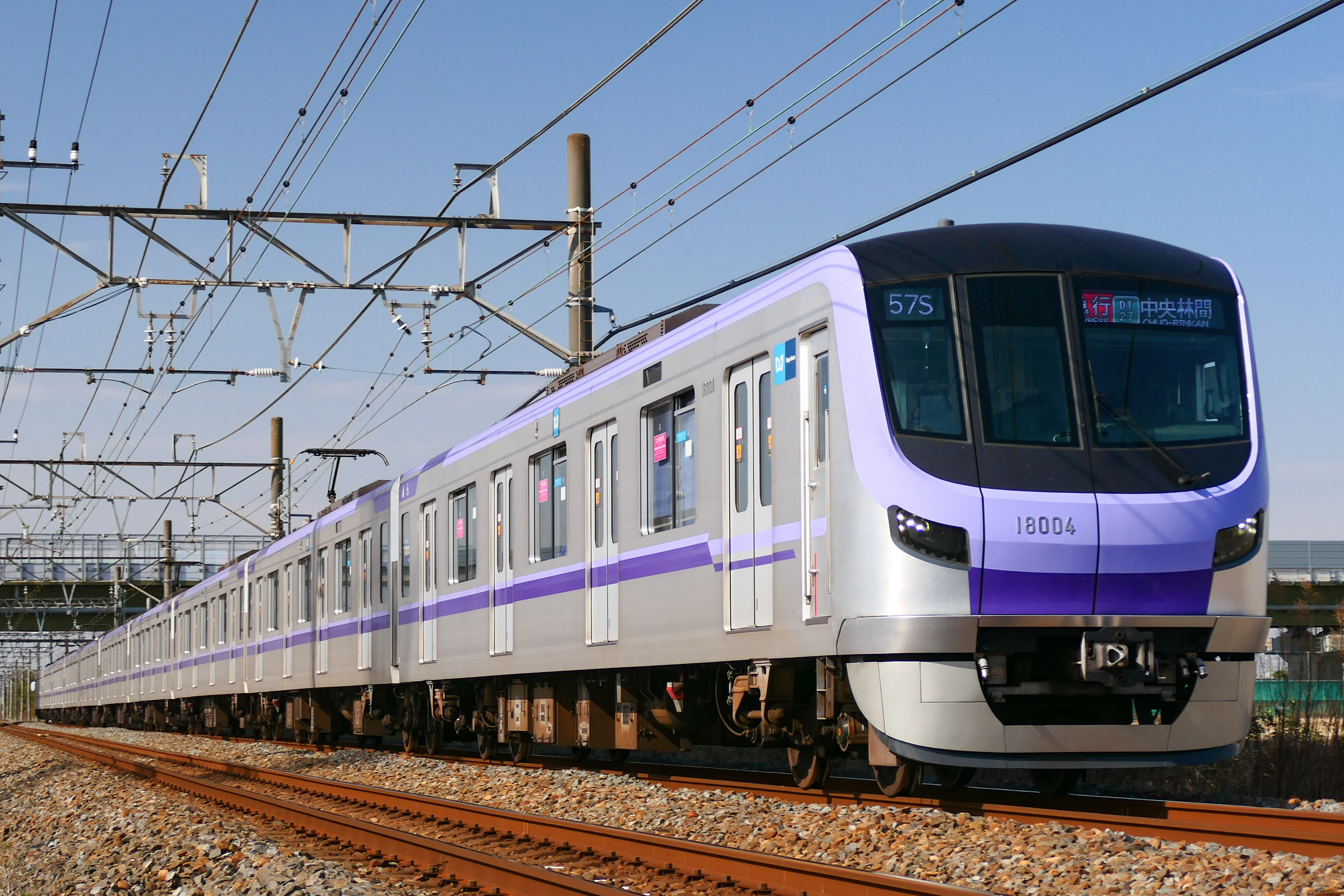
한조몬 선과 도부 이세사키 선에 직결 운행하는 도쿄 지하철 18000계 전동차
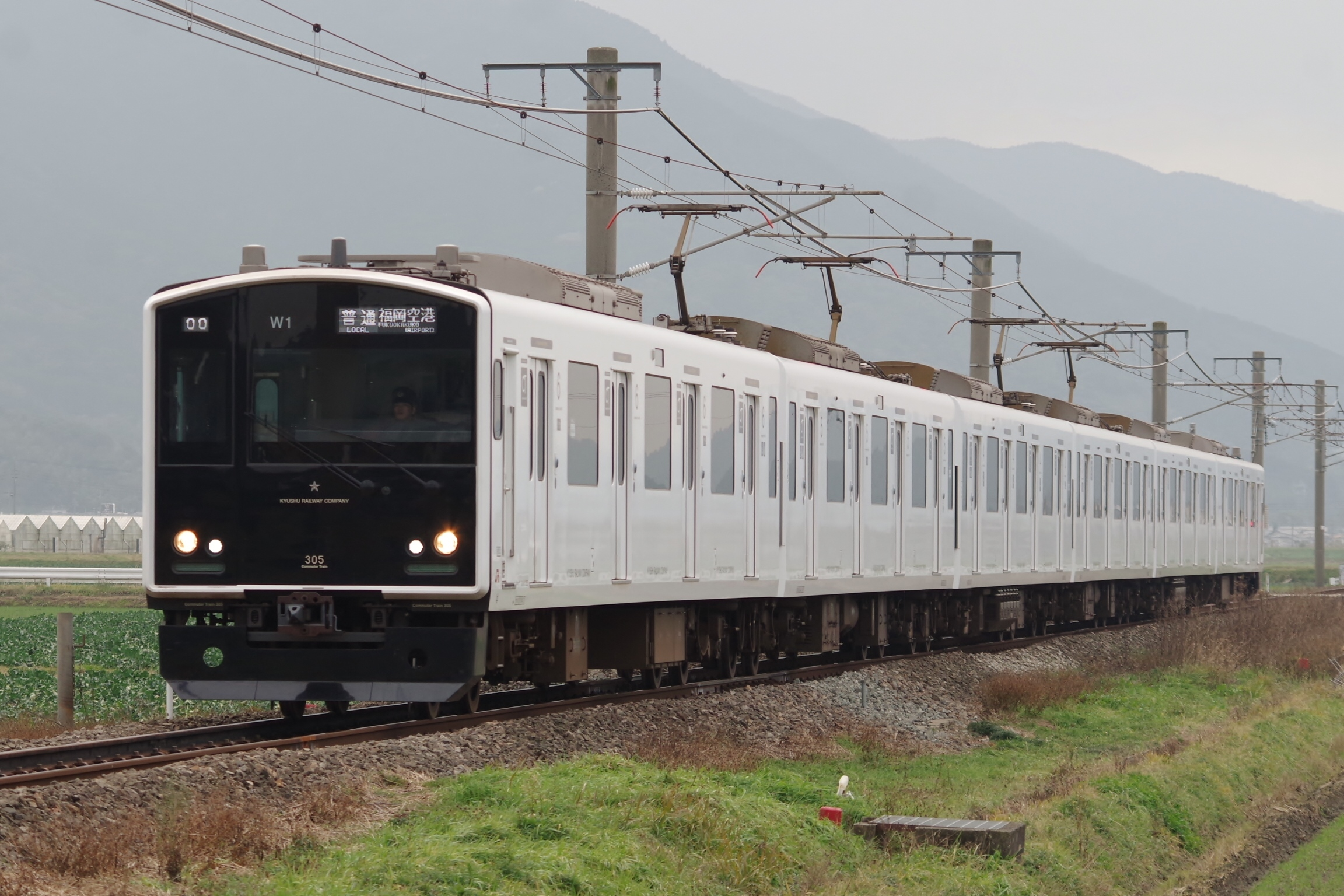
지쿠히선과 후쿠오카시 지하철 공항선에 직결 운행하는 큐슈여객철도 305계 전동차
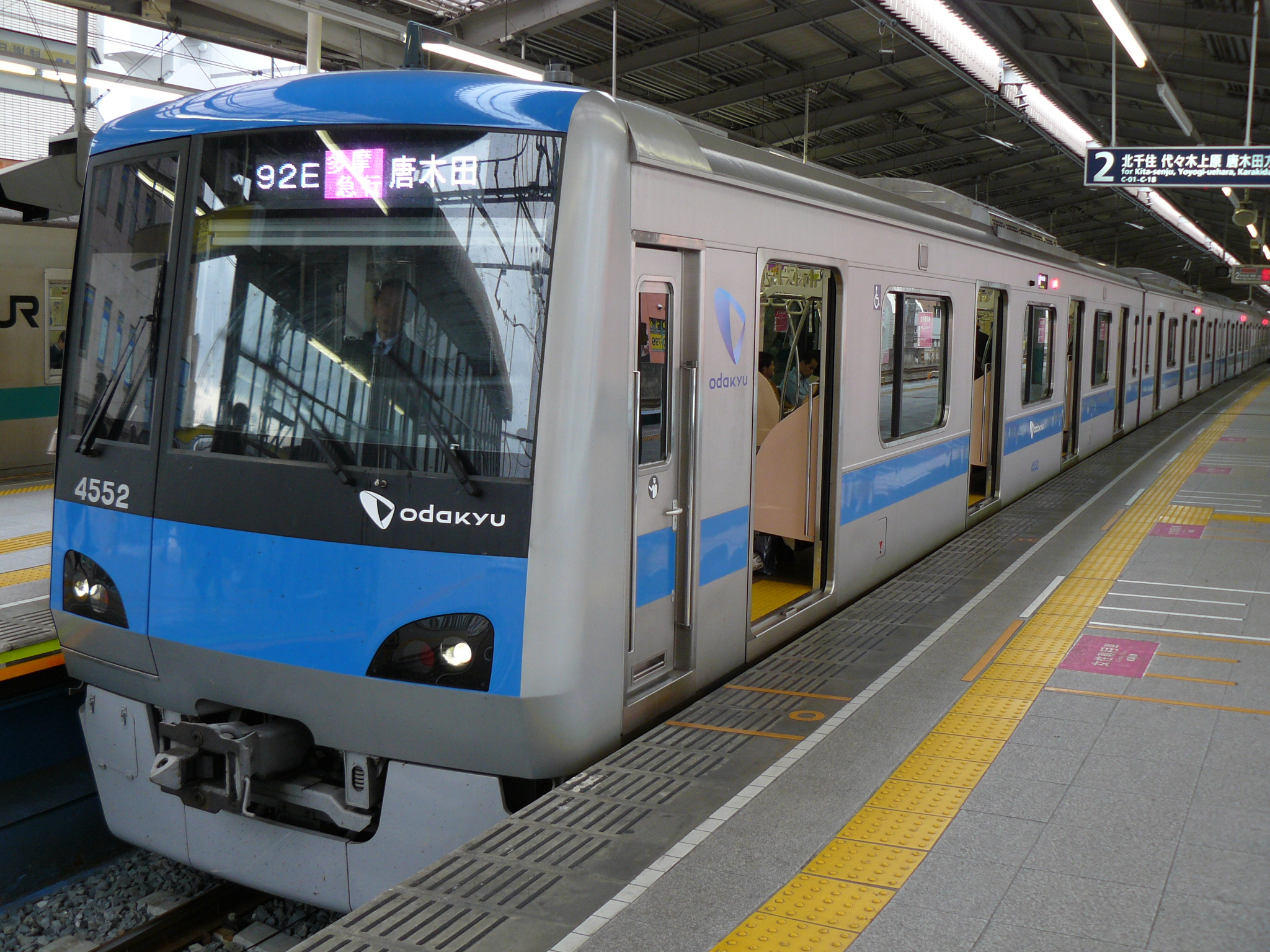
오다와라선 및 조반선에 직결 운행하는 오다큐 전철 4000형 전동차 (2007년 도입)
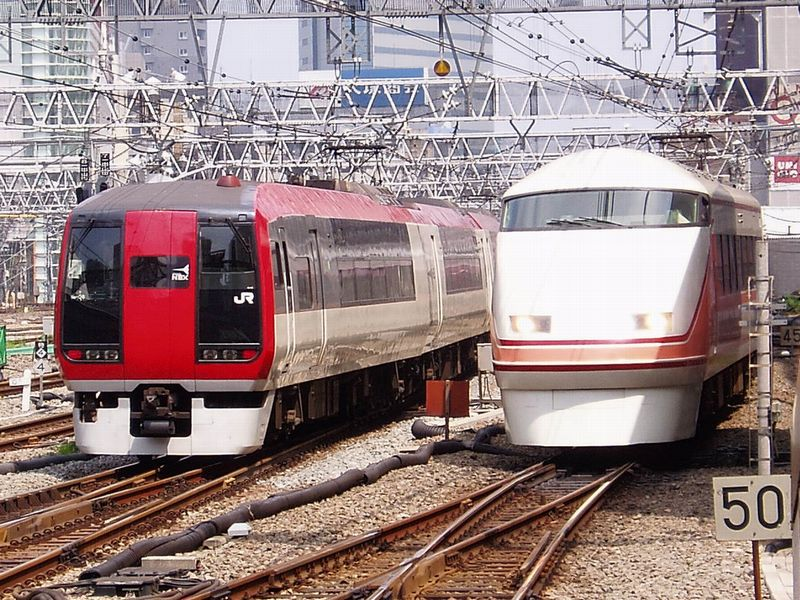
JR동일본에 직결 운행하는 도부 철도의 특급 「스페이시아」
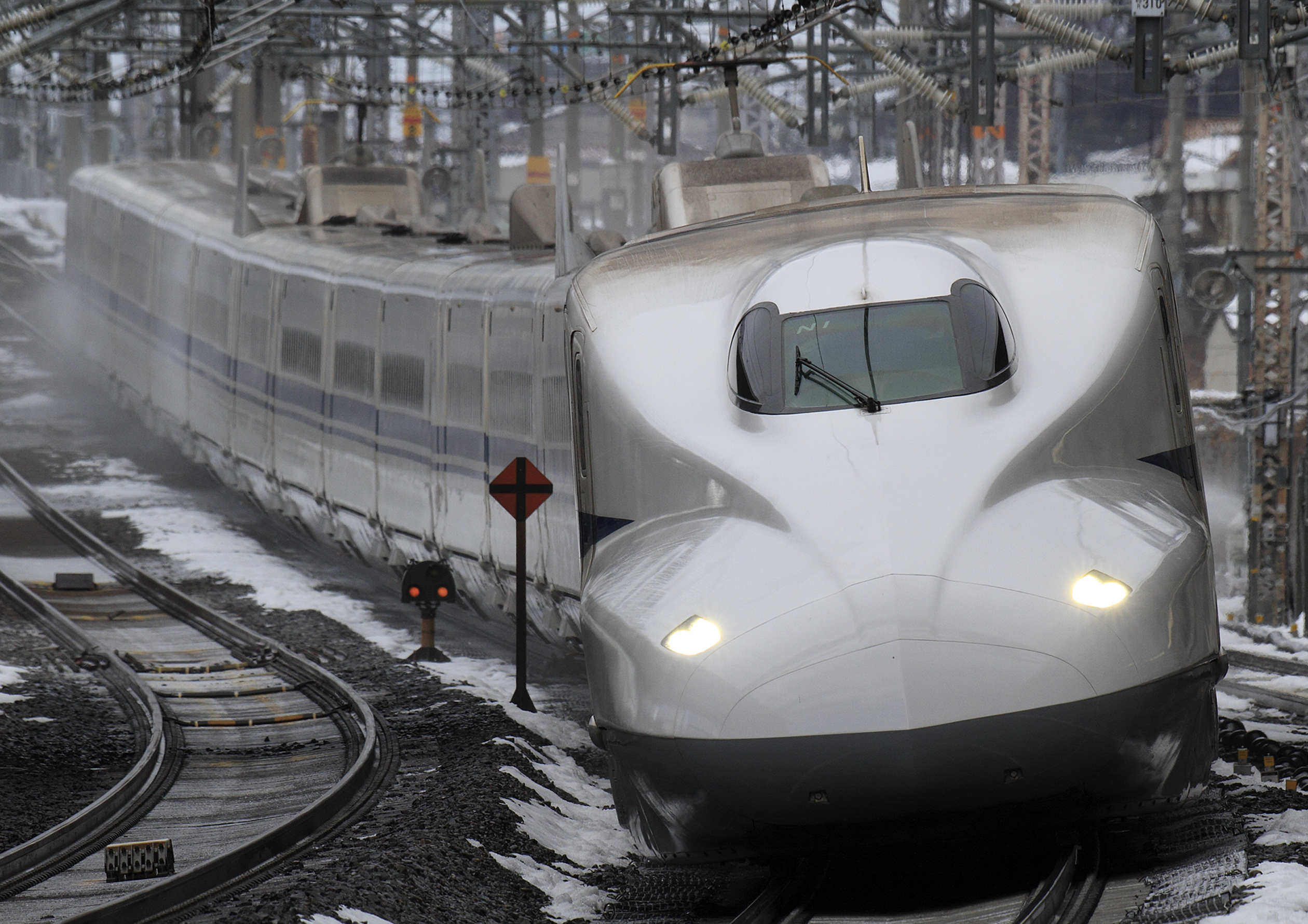
산요 신칸센에 직결 운행하는 도카이도 신칸센
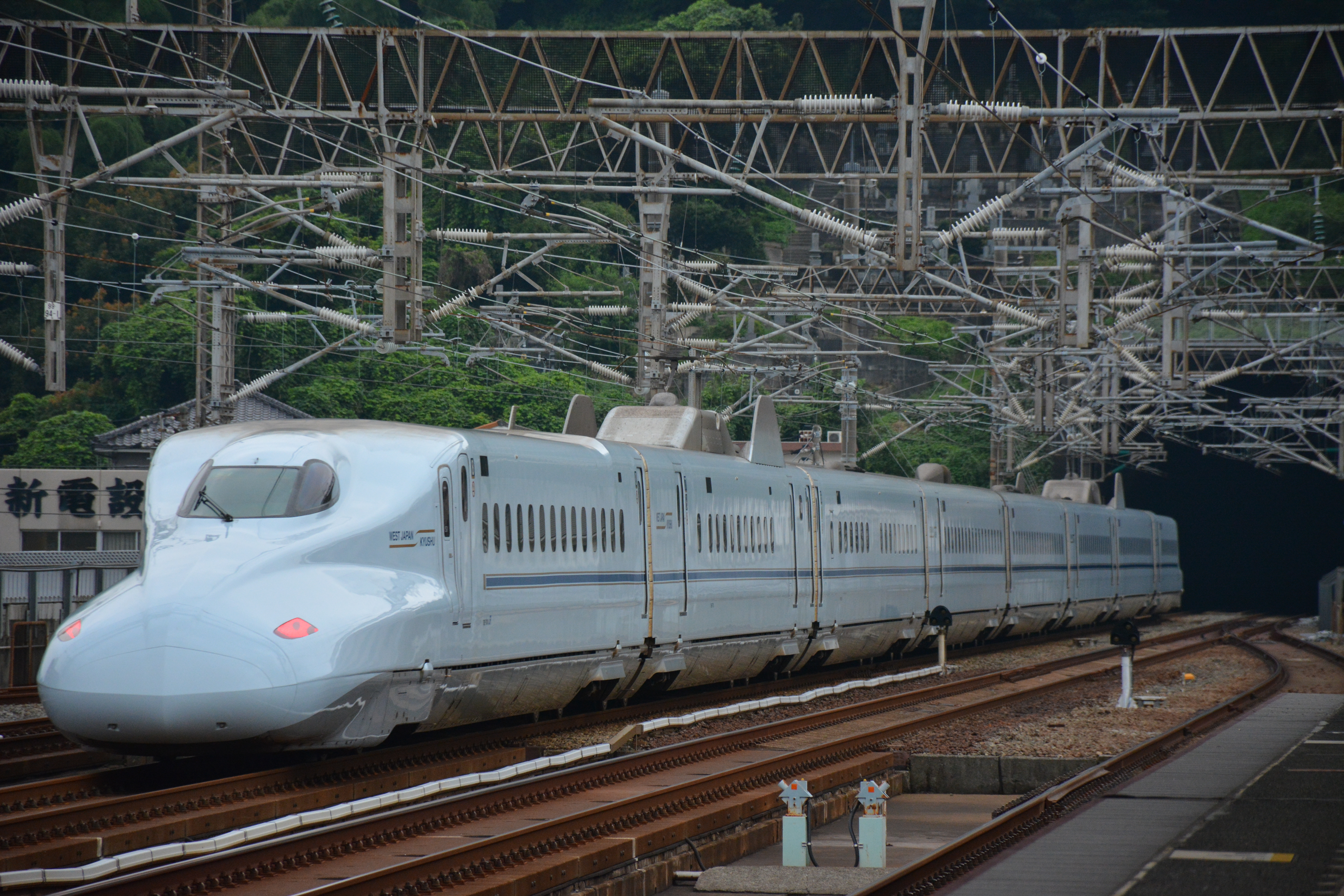
산요 신칸센에 직결 운행하는 큐슈 신칸센
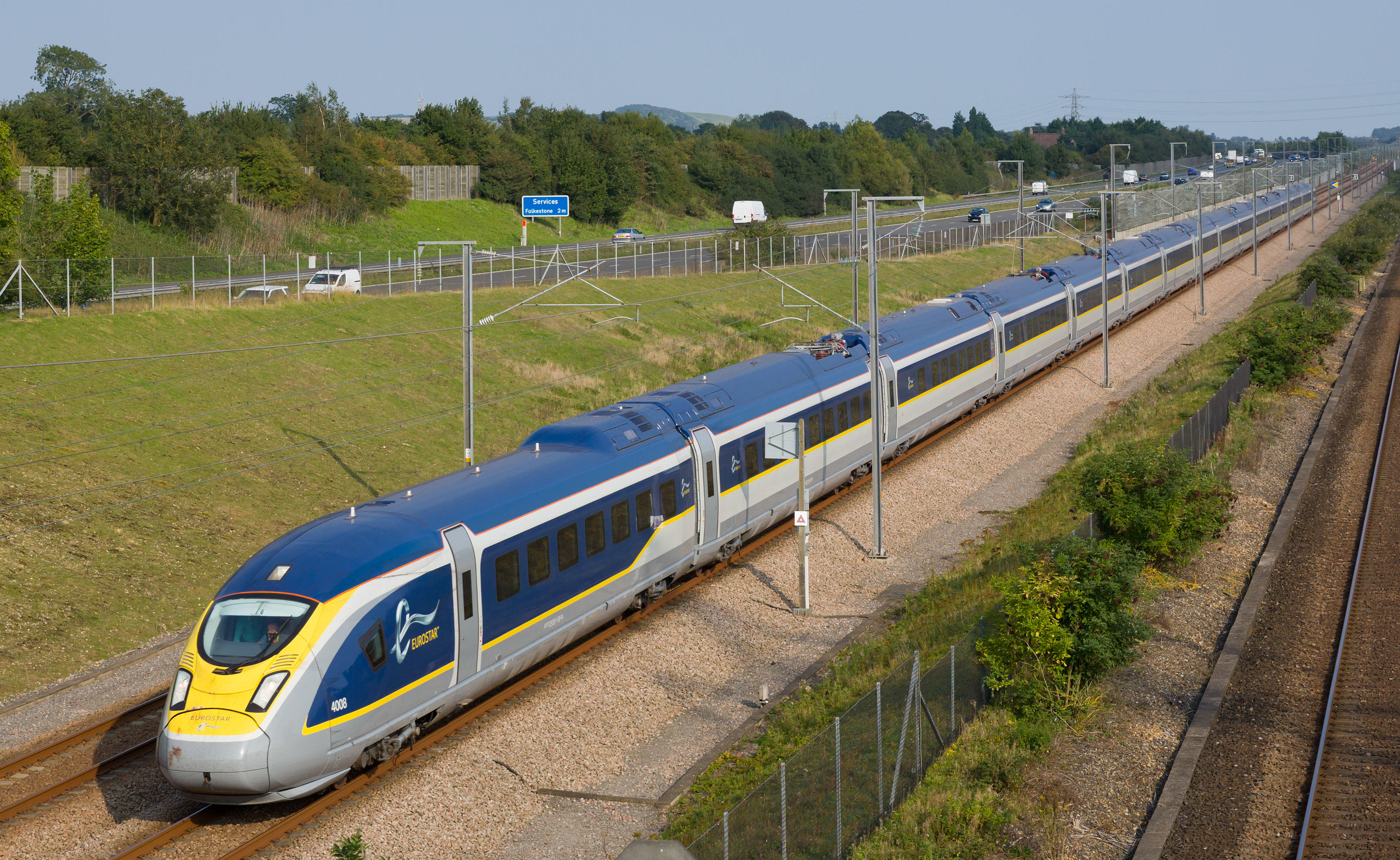
영국과 프랑스, 벨기에를 잇는 유로스타

## 같이 보기
- 급행열차